# 大林貞則
大林 貞則（おおばやし さだのり、生没年不詳）は、戦国時代の武将。大林貞次の子。
三河国牛久保城主・牧野成勝の家老であった大林貞次の嫡子。
当初、子ができなかった貞次は山本貞幸の子を養子にしていたが、貞則が生まれたために廃嫡された。この養子が武田信玄の軍師として有名な山本勘助である。なお生年は不明だが、勘助が諸国放浪している最中に生まれた子だという。